# 吉成直樹
吉成 直樹（よしなり なおき、1955年 -　）は、日本の地理学者、民俗学者、元法政大学沖縄文化研究所教授。

## 来歴
秋田県に生まれる。秋田大学医学部中退後、1980年に東京大学理学部地学科を卒業して引き続き同大学院理学系研究科地理学科に進み、1982年に博士課程を中退した。同年、高知大学人文学部助手となり、講師（1984年）、助教授（1986年）を経て、1996年に教授に就任した。この間、1995年に「琉球列島文化の多元的構成に関する文化地理学的研究」で東京大学より博士（理学）の学位を取得した。
1998年に法政大学沖縄文化研究所教授となる。

## 著書

### 単著
- 『マレビトの文化史 琉球列島文化多元構成論』第一書房、1995年
- 『俗信のコスモロジー』白水社、1996年
- 『琉球民俗の底流 古歌謡は何を語るか』古今書院、2003年
- 『酒とシャーマン 『おもろさうし』を読む』新典社〈新典社新書〉、2008年
- 『琉球の成立 移住と交易の歴史』南方新社、2011年
- 『琉球王権と太陽の王』七月社、2018年
- 『琉球王国は誰がつくったのか』七月社、2020年

### 共著編・監修
- 『琉球王国と倭寇 おもろの語る歴史』（福寛美との共著）森話社〈叢書・文化学の越境〉、2006年
- 『琉球王国誕生 奄美諸島史から』（福寛美との共著）森話社〈叢書・文化学の越境〉、2007年
- 『声とかたちのアイヌ・琉球史』（編）森話社〈叢書・文化学の越境〉、2007年
- 『琉球弧・重なりあう歴史認識』（編）森話社 2007年
- 『沖縄文化はどこから来たか グスク時代という画期』（高梨修・阿部美菜子・中本謙と共著）森話社〈叢書・文化学の越境〉、2009年
- 『古代末期・日本の境界 城久遺跡群と石江遺跡』（ヨーゼフ・クライナー・小口雅史と共編）森話社、2010年
- 『琉球王国がわかる!』（監修）成美堂出版、2013年
- 『琉球史を問い直す　古琉球時代論』（高梨修・池田榮史と共著）森話社〈叢書・文化学の越境〉、2015年

## 論文
- Cinii